# Río Alcantarilha
El río Alcantarilha (en portugués, ribeira de Alcantarilha), también llamado río Enxurrada, es un río del suroeste de la península ibérica que transcurre íntegramente por el Algarve (Portugal).

## Curso
El Alcantarilha comienza en la confluencia de tres arroyos afluentes al sur de la localidad de Miões, en el municipio de Silves. Aguas abajo, el río también tiene varios afluentes más, incluido el río Algoz (ribeiro de Algoz). El río tiene una longitud de 19,6 km hasta su desembocadura del océano Atlántico, en Armação de Pêra. Aquí el río es el principal afluente de una zona de marisma poco profunda que a lo largo de los años ha sido descuidada y contaminada, aunque se han hecho planes para mejorar el medio ambiente, ya que este humedal es un hábitat importante para las aves acuáticas y un lugar de invernada y anidación para numerosas especies de aves migratorias.

## Fuente
- Esta obra contiene una traducción  derivada de «Alcantarilha River» de Wikipedia en inglés, publicada por sus editores bajo la Licencia de documentación libre de GNU y la Licencia Creative Commons Atribución-CompartirIgual 4.0 Internacional.